# 喬伊·沃托
約瑟夫·丹尼爾·沃托（英語：Joseph Daniel Votto；1983年9月10日—），為前美國職棒大聯盟的一壘手，他生涯皆效力於辛辛那提紅人。

## 職業生涯

### 小聯盟時期
沃托是在2002年大聯盟選秀會中在第2輪第44名被辛辛那提紅人隊選中的選手，並且在之後簽約進入紅人的小聯盟系統。2004年，在1A擊出14發全壘打及26支二壘安打。2005年，擊出19發全壘打，但打擊率是不高的0.256。2006年，擊出22發全壘打，並有24次盜壘成功，並且打擊率高達0.319，如此好的表現，在2007年被球隊放入40人名單，不過這一年的球季，沃托是在小聯盟3A開始。

### 辛辛那提紅人
2007年－2009年
在2007年9月1日，沃托被球隊從小聯盟叫上來，9月4日第一次上場打擊，但被紐約大都會隊的Guillermo Mota給三振。隔天沃托擔任先發選手，即擊出生涯的第1發全壘打。在今年球季的最後一場比賽，沃托有4支2及5分打點的表現。2008年，沃托成為球隊的先發一壘手。5月7日，對芝加哥小熊隊的比賽中，單場擊出3發全壘打，這是隊史上，第一位新人單季擊出最多全壘打的選手。今年球季結束以後，沃托共獲得84分打點。季後，沃托和小熊隊的吉奧凡尼·索托同時獲得美國職棒大聯盟年度最佳新人獎。2009年，沃托代表加拿大參加2009年世界棒球經典賽。第1場比賽是面對美國隊，沃托有5支4的表現，並擊出全壘打，但最後球隊以5：6輸球。今年開季沃托有優異的表現，並且在第2場面對大都會的比賽中，交出5支3的表現，並有1發全壘打和3分打點的成績。下一場面對的大都會隊的比賽中，同樣有全壘打和4分打點的成績。4月份繳出3發全壘打、0.346打擊率及20分打點的成績。9月21日－27日，獲得單週表現最佳球員獎，這一個禮拜的期間， 5場的比賽中共擊出10支二壘安打。
2010年至今
沃托第一次獲選參加美國職棒大聯盟全明星賽 。8月30日，沃托成為運動畫刊的封面人物。今年球季繳出0.324打擊率、113分打點、106分得分及37發全壘打的成績，包括在5月20日面對亞特蘭大勇士隊的先發投手湯米·漢森時，擊出滿壘全壘打。10月31日，沃托獲得漢克·阿倫獎 ，11月23日，獲選為國聯MVP。2010年1月16日，沃托和紅人隊達成3年38,000,000美金的合約，在沃托成為自由球員前，紅人可避免薪資仲裁。
2015年球季，生涯9年盜壘成功不到60次的沃托，居然單季跑出11次盜壘成功，其中5次是拜比利·漢米爾頓之賜。
2017年球季，紅人隊依然頹廢，但沃托交出打擊率.320、上壘率.454、長打率.578與100分打點，不僅是第4個OPS破1的球季，更轟出36轟。自奪得國聯年度MVP後，除了14年因傷導致成績縮減外，年年的年度MVP票選裡都能見到沃托的名字。儘管2017年國聯MVP被單季59轟的賈恩卡洛·斯坦頓抱走，但他倆的票選差距只有2分。

### 多倫多藍鳥
2024年3月9日，沃托與藍鳥簽下小聯盟約。他在3A僅繳出1成43的打擊率，最終他在8月21日宣布退休。

## 技術特點
沃托除了是強打者外，更多了精密的選球。在拜讀偶像泰德·威廉斯的著作《打擊的科學》（The Science of Hitting）後，沃托大幅改善誇張的被三振率，打擊實績也蒸蒸日上。在升上大聯盟後，沃托繼續自己高安打、高保送的特色，此外因為只攻擊好球，沃托的打擊極少出現內野高飛球出局的狀況，就連在第一個完整球季時也不過5次。此外，和一般強打者不同的是，沃托選擇握短棒，增加打擊的掌控性。

## 個人生活
2008年父親過世，憂慮與焦慮嚴重折磨沃托的心靈，甚至讓他一度想自殺。在被隊友們救回來後，明白憂慮症有多痛苦的沃托在2013年成立基金會，幫助多倫多和辛辛那提罹患PTSD的軍人。

## 軼事
- 沃托曾經因為情緒失控怒扯自家球迷上衣，他在賽後立刻補上簽名球與道歉，表示當下純粹是情緒過於激昂。另外沃托曾經拒絕贈送打擊練習手套給家境能負擔坐在外野區前席座位的兒童，卻將自己的簽名球棒送給罹癌病童。
- 在2017年明星賽前，沃托與後輩札克·柯薩特約定好，以一頭他驢子作為他入選明星賽的獎賞。結果沃托將自己扮成驢子催票，最後也順利將後輩送進明星賽，並送了一頭驢子。

## 外部連結
- 球員資訊和成績在MLB ，ESPN ，Retrosheet ，Baseball Reference ，Baseball Reference (Minors) ，Fangraphs ，The Baseball Cube （英文）
- Joey Votto career statistics（页面存档备份，存于） from MILB.com
- Feature on 1B Joey Votto（页面存档备份，存于） from MILB.com
- Joey Votto News（页面存档备份，存于）